# Tattoo (chanson de Loreen)
Pour les articles homonymes, voir Tattoo.
Chansons représentant la Suède au Concours Eurovision de la chanson
Hold Me Closer
(2022) Unforgettable
(2024)
Chansons ayant remporté le Concours Eurovision de la chanson
 Stefania
(2022)  The Code
(2024)
Tattoo est la chanson de la chanteuse suédoise Loreen qui représente la Suède au Concours Eurovision de la chanson 2023 à Liverpool, au Royaume-Uni.
Elle est sélectionnée pour représenter la Suède au Concours Eurovision de la chanson 2023, à l'issue du Melodifestivalen 2023, le 11 mars 2023.
Le 13 mai 2023, elle remporte le Concours Eurovision de la chanson 2023 à Liverpool avec 583 points.

## Classements
| Classement               | Meilleure position |
| ------------------------ | ------------------ |
| Belgique (Flandre)       | 1                  |
| Belgique (Wallonie)      | 1                  |
| Finlande                 | 6                  |
| France                   | 7                  |
| France (Tophitsmusic.fr) | 1                  |
| Grèce                    | 25                 |
| Irlande                  | 59                 |
| Islande                  | 2                  |
| Lituanie                 | 9                  |
| Norvège                  | 5                  |
| Pays-Bas                 | 5                  |
| Pologne                  | 27                 |
| Portugal                 | 111                |
| Russie                   | 22                 |
| Suède                    | 1                  |
| Suisse                   | 1                  |